# Койка Доганова
Койка Георгиева Доганова е участник в Априлското въстание от 1876 г., като негов хроникьор. Родом е от село Копривщица. Нейните дневници са ръкопис от няколко тетрадки, от които първите шест са изгубени. Следващите седем съдържат спомените ѝ от преживяното по време на бурните дни  както и някои нейни размисли за живота във вече свободна България.

## Биография
Койка Георгиева Боюклиева, по мъж Иванова Доганова е родена на 29 декември 1863 г. Тя е на тринадесет години, когато започва своя дневник. Койка е майка на дееца на БРСДП (т.с.) Костадин Доганов, застрелян в Морската градина във Варна през 1923 г.   Почива през 1936 година.

## 20 април 1876 година
Първите редове на повествованието са заделени за възхитата от преподаваните от учителя ѝ по история Найден Попстоянов героизъм и омраза към поробителите турци и гърци. Той ги учи, че когато станат майки, трябва да не плашат децата си с турчина, а напротив – да го газят, тъпчат и изгонят от България. На празника Възкресение нейният учител ѝ подарява книгата „Момина китка“ с думите:
| „ | Давам ти я за спомен. защото моят живот е на конец, и не зная дали ще дочакам да свършите учебната година. Но ти, зная ще я пазиш и ще ме споменуваш... | “ |

След това Койка Доганова споделя радостта от предстоящото заминаване за Филибе, надеждите, мъката и огорчението от проваленото въстание и разграбената от турците къща.
Мария 
Очарована, но и заинтригувана от забуления в тайни живот на Найден Попстоянов, споделя тревогите си с най-добрата си приятелка Мария Ненчова Ослекова. Понеже Мария е осведомена (момичето е подслушвало) за тайните събрания на баща ѝ с Тодор Каблешков и честите срещи в Панагюрище с Георги Бенковски и Панайот Волов, посвещава за предстоящия бунт и нея.
След разгрома на въстанието семейството на Койка се преселило да живее в къщата на вуйчо ѝ Илия Кантарджиев поради това, че след грабежите у дома и става невъзможно да се обитава. През есента на същата година било проводено съобщение за възкачването на султанския престол на Абдул Хамид.  По този повод е издадено разпореждане да бъде организирано всенародно увеселение на мегданите из цялото село. Лошото е, че големците са обрани, мъжете откарани незнайно къде, а ако народа не се отнесе верноподанически, турците ще усетят, че са мразени, и тогава наистина ще стане зле.

## 29 декември 1877 година
В село Копривщица дошла люта зима. Изпокрили се хората по къщите си, но не се криели само от студа и мизерията. Останали сами с майка си и осемгодишното братче на Койка, а цяла Копривщица се вайка ограбена и озлочестена. Благодарение на воденичаря дядо Симон, научават, че техния баща, заедно с други селяни е откаран към село Душанци да вардят прохода заедно с аскера, да не дойде руснака. Страниците на дневника на Койка Доганова прилючват с описание на посрещането на руските войски в селото с хляб и сол.